# 一里山町 (刈谷市)
一里山町（いちりやまちょう）は、愛知県刈谷市の町名。丁番を持たない単独町名であり、18の小字が設置されている。

## 歴史
町村制施行以前の刈谷市域には18村があり、現在の今岡町と一里山町を足した区域には今岡村があった。1970年（昭和45年）には刈谷市逢見が4町に分かれ、旧今岡村域は西部が今岡町、東部が一里山町として独立。トヨタ車体富士松工場と刈谷工業団地は両町にほぼ等しく分割されている。
| 郡     | 明治1年-明治21年 | 明治1年-明治21年    | 明治22年 | 明治23年-明治45年   | 明治23年-明治45年     | 大正1年-大正15年 | 昭和1年-昭和64年    | 平成1年-現在 |
| 碧海郡 | 泉田村           | 明治11年合併 逢見村 | 逢見村   | 逢見村              | 明治39年合併 富士松村 | 富士松村         | 昭和30年合併 刈谷市 | 刈谷市       |
| 碧海郡 | 今岡村           | 明治11年合併 逢見村 | 逢見村   | 逢見村              | 明治39年合併 富士松村 | 富士松村         | 昭和30年合併 刈谷市 | 刈谷市       |
| 碧海郡 | 今川村           | 明治11年合併 逢見村 | 逢見村   | 逢見村              | 明治39年合併 富士松村 | 富士松村         | 昭和30年合併 刈谷市 | 刈谷市       |
| 碧海郡 | 一ツ木村         | 一ツ木村            | 一ツ木村 | 一ツ木村            | 明治39年合併 富士松村 | 富士松村         | 昭和30年合併 刈谷市 | 刈谷市       |
| 碧海郡 | 築地村           | 築地村              | 一ツ木村 | 一ツ木村            | 明治39年合併 富士松村 | 富士松村         | 昭和30年合併 刈谷市 | 刈谷市       |
| 碧海郡 | 井ヶ谷村         | 井ヶ谷村            | 境村     | 境村                | 明治39年合併 富士松村 | 富士松村         | 昭和30年合併 刈谷市 | 刈谷市       |
| 碧海郡 | 西境村           | 西境村              | 境村     | 境村                | 明治39年合併 富士松村 | 富士松村         | 昭和30年合併 刈谷市 | 刈谷市       |
| 碧海郡 | 東境村           | 東境村              | 境村     | 明治24年分村 東境村 | 明治39年合併 富士松村 | 富士松村         | 昭和30年合併 刈谷市 | 刈谷市       |

## 世帯数と人口
2019年（令和元年）6月1日現在の世帯数と人口は以下の通りである。
| 町丁     | 世帯数  | 人口    |
| -------- | ------- | ------- |
| 一里山町 | 721世帯 | 1,601人 |

### 人口の変遷
国勢調査による人口の推移
| 1995年（平成7年）  | 2,279人 | [ 7 ]  |  |
| 2000年（平成12年） | 2,018人 | [ 8 ]  |  |
| 2005年（平成17年） | 2,098人 | [ 9 ]  |  |
| 2010年（平成22年） | 2,063人 | [ 10 ] |  |
| 2015年（平成27年） | 1,650人 | [ 11 ] |  |

## 小・中学校の学区
市立小・中学校に通う場合、学区は以下の通りとなる。
| 番・番地等 | 小学校                 | 中学校               |
| ---------- | ---------------------- | -------------------- |
| 全域       | 刈谷市立富士松東小学校 | 刈谷市立富士松中学校 |

## 施設
公的施設
- 刈谷市一里山市民館
- 刈谷大和幼稚園（私立）
- 金山運動広場

民間施設
- トヨタ車体本社・富士松工場
- 刈谷工業団地
  - アスカ株式会社

寺社
- 秋葉神社
- 山神社
- 密蔵院

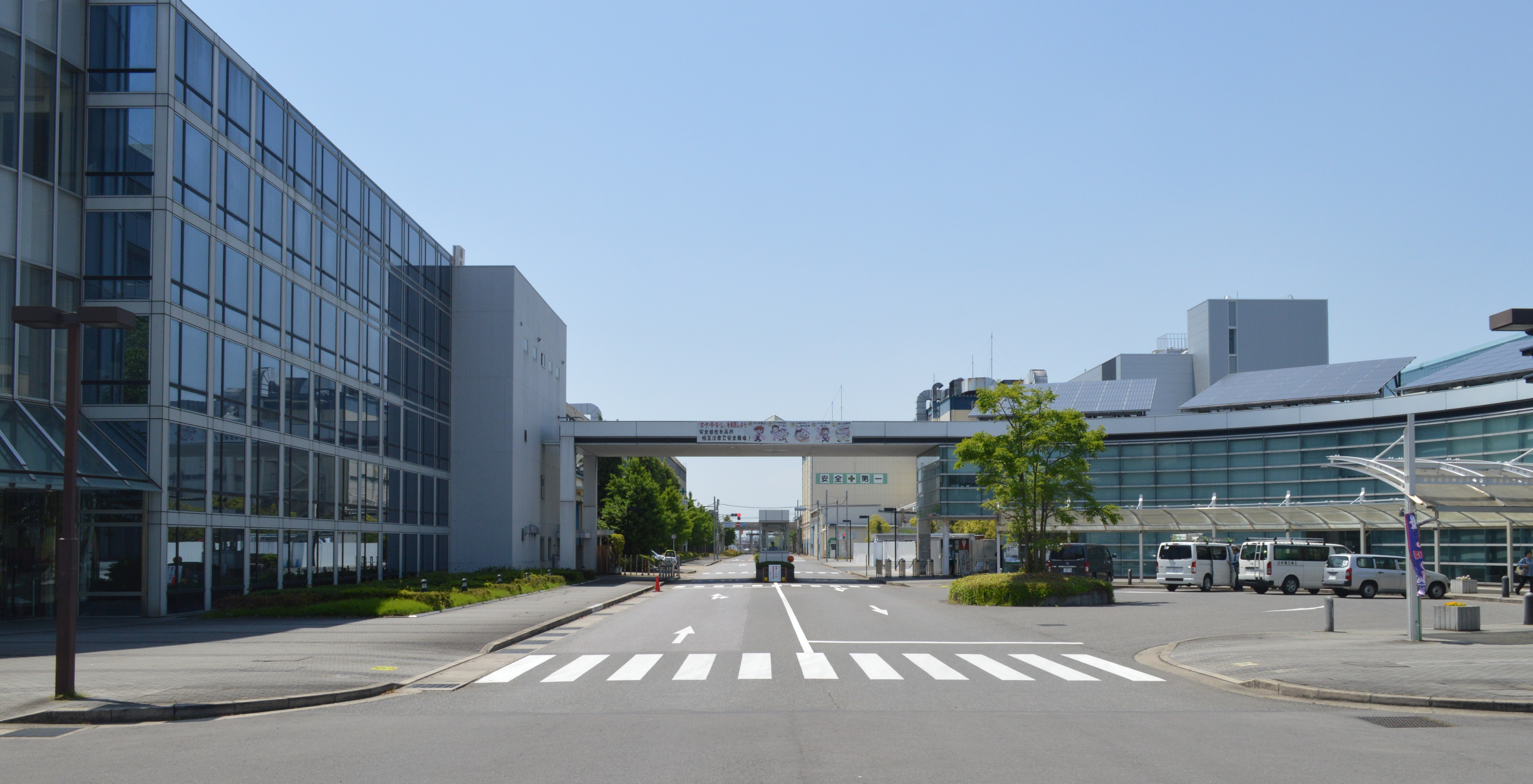
トヨタ車体本社・富士松工場

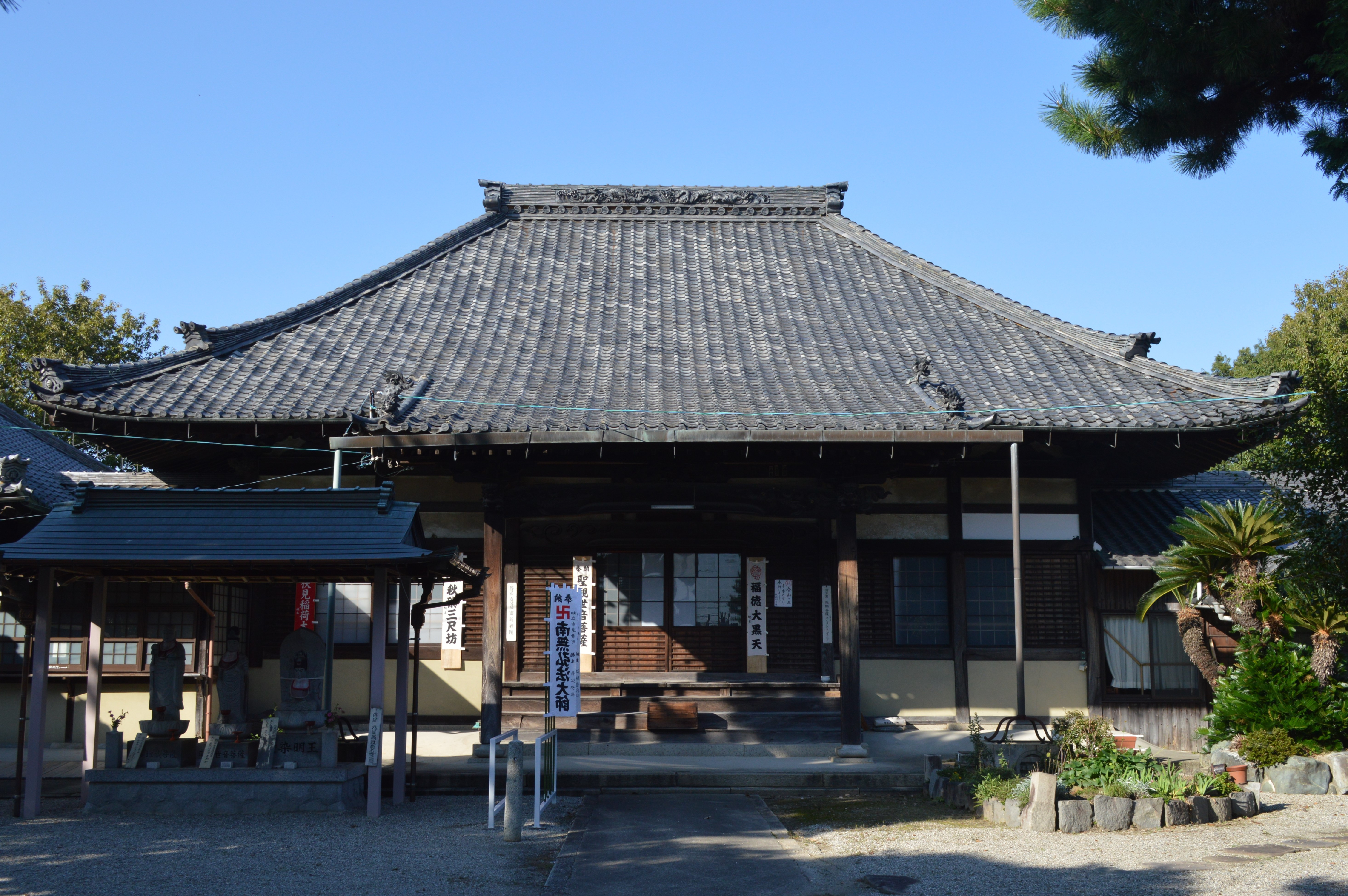
密蔵院

  - 知立市の遍照院、刈谷市の西福寺とあわせて三河参弘法と呼ばれる。
- 無動寺

## その他

### 日本郵便
- 郵便番号 : 448-0002[3]（集配局：刈谷郵便局[14]）。